# Kia Andreasson
Kia Ann-Christin Elisabeth Andreasson, född 13 april 1949 i Maria församling i Helsingborg, är en före detta svensk politiker (miljöpartist), bosatt i Göteborg (Torslanda) sedan 1970-talet. Hon satt i Sveriges riksdag 1994–2002. Mellan 2002 och 2014 var Andreasson kommunalråd och gruppledare för Miljöpartiet de Gröna i Göteborg. Hon hade inom majoriteten (bestående av Socialdemokraterna och Miljöpartiet) ansvar för miljö- kretslopp- och konsumentfrågor. Andreasson satt även i förbundsstyrelsen för Göteborgsregionens kommunalförbund. Under perioden 2006–2008 var hon ordförandeposten i miljöutskottet inom organisationen Eurocities (ett samarbetsorgan mellan större städer inom EU).